# Boszorkányüldözés
A boszorkányüldözés a boszorkányoknak kikiáltott vagy a vádak alapján boszorkánysággal foglalkozó vagy ahhoz kötődő személyek üldözése. Gyakran a tömeghisztéria nyomán indították meg ezen üldözéseket.

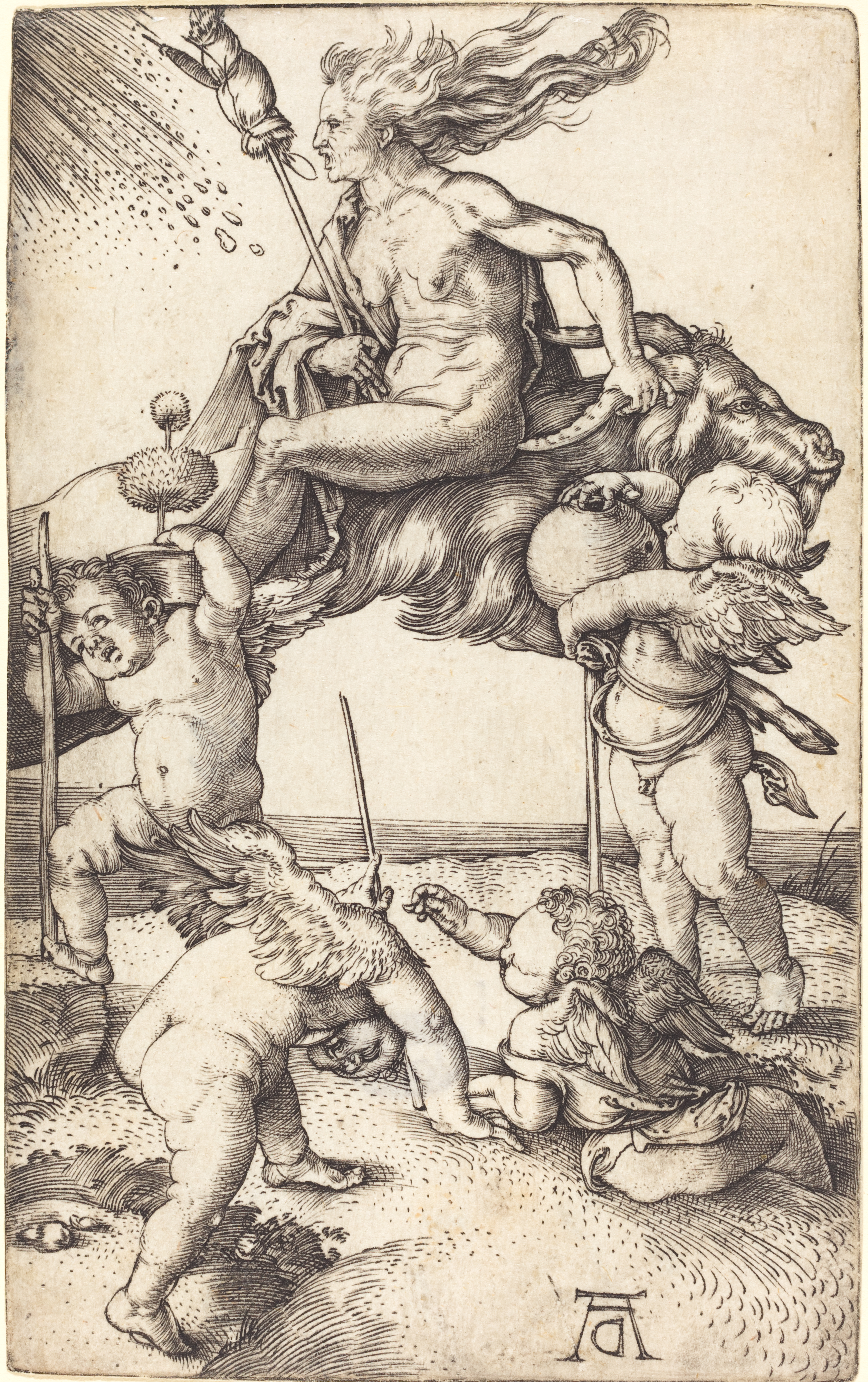
Albrecht Dürer: „Die Hexe“ Hátrafelé felnyergelt, fekete bakkecskén ülő boszorkány, boszorkányszombaton, május elsejének éjjelén a német hiedelem (Walpurgis-éj) szerint a boszorkányok az ördögökkel találkoznak a Blockberg hegyén egy utolsó télvégi mulatságon

A korai kereszténység, a régi pogány szokásokkal összefüggő ünnepeket sok esetben beillesztette a vallásos közösségei életébe. Azonban az érett középkorban, a végleg kereszténnyé vált Európában az egyház és a teológusok kezdték kirostálni a keresztény vallással ellentétes népi elemeket. A boszorkány (másképpen boszorka, vasorrú bába, bosorka, striga, bosorák, bosor) a magyar néphit szerint olyan valaki, aki természetfeletti, démoni képességekkel rendelkezik, illetve rosszat, betegséget, pusztulást hoz. Az Európában elterjedt babonák és hiedelmek a 14–15. század folyamán tömeges boszorkányüldözéssé változtatták az ősi pogány félelmeket és a boszorkányperek hatására a máglyákon ezrével égették el a „Sátán szeretőit”, akik interperszonális lényként az emberi személy és a természetfeletti, természeti hatalom között állnak. Az antik mágikus hiedelmekből és az archaikus népi mitológiákból a középkor folyamán egy olyan új boszorkányhit formálódott, amelyben az ördöggel kötött szövetség lett a központi elem.
A kora középkori eretnek- és zsidóüldözések sztereotípiái a középkor európai keresztény társadalmaiban, a hit ellen szerveződő titkos ördögimádó szekták képévé alakultak át, beleszőve a boszorkányokról és démonokról szóló számtalan népi elképzelést. A boszorkánykultúra és a kereszténység ellentmondásos kölcsönhatásának eredményeként alakult ki az európai boszorkányüldözés, amely tömeges formában egészen a felvilágosodás koráig, a 18. század végéig tartott.

## A boszorkányüldözések története

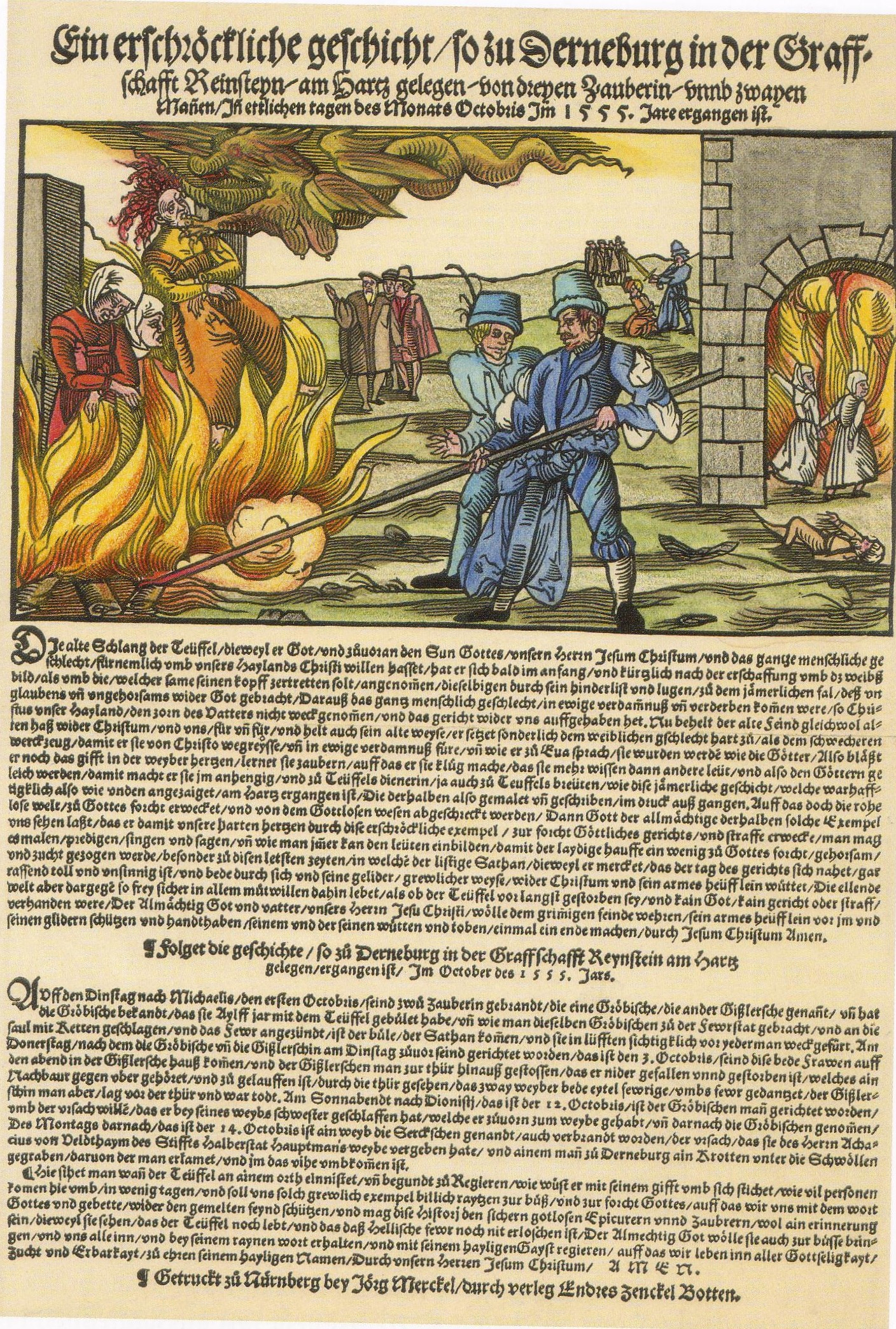
Boszorkányégetés Derenburgban, Szász-Anhalt, Németország, 1555

A kereszténység korai időszakában a pogány hit követői az egyház ellenségeinek, vetélytársainak számítottak. Ezért a régi vallás isteneit az új vallás ördögeinek nyilvánították. Azokat pedig, akik nem tértek át az új hitre, a Sátán híveinek tekintették. 
Ha valami boszorkány találtatik, vigyék a birák törvénye szerint az egyház eleibe és bizzák a papra, hogy bőjtöltesse és oktassa hitben: bőjtölés után pedig menjen haza.
A kereszténységet el nem fogadó emberek ellen valóságos hadjárat indult. A pogány vallások varázslóit, javasembereit, jövendőmondóit azzal vádolták, hogy terméketlenné teszik az asszonyokat és az állatokat és rontást küldenek a termésre.
Kétféle módon különböztették meg a boszorkányokat:
- striga „seprűs boszorkány” – a kereszténység felvétele előtti időkből származó néphit szerint egyes asszonyok éjszakánként állatok alakját öltik magukra és az alvók vérét szívják, elevenen felfalják őket vagy nyomasztó látomásokat okoznak nekik („lidércnyomás”)
- malefica (nőnem), ritkábban maleficus (hímnem) – jelentése „rontó”, „ártó” – ez volt a tulajdonképpeni női boszorkány vagy férfi boszorkánymester, jövendőmondással, "rontással", varázslással foglalkozó ember, illetve akit ezzel gyanúsítottak.

A boszorkányságot különböző típusokba sorolták:
- ördöngösség,
- rontás,
- méregkeverés,
- jövendölés,
- igézés.

A boszorkányperekben a boszorkány fogalomba, beolvasztották és vegyítették a középkori hiedelemvilág szereplőinek tulajdonságait, így egy tömörített, összetett fogalom alakult ki.

### A 15–18. századi európai boszorkányüldözések
1484-ben VIII. Ince pápa kiadta a Summis desiderantes affectibus kezdetű bullát a boszorkányság ellen. A sokféleképpen magyarázott pápai bulla mindenekelőtt részletesen felsorolja, hogy a boszorkányok miféle ártalmas gonoszságoknak a szerzői. Azután teljes hatalmat adott az inkvizítoroknak perbefogásokra, s egyszersmind utasította a papságot, hogy a szószékről világosítsák fel a népet a boszorkányok üzelmeiről.
„... Nagy szomorúsággal vettük hírét és minden sóvárgással azon vagyunk, hogy megszűnjenek azok a jelenségek, hogy Németország déli részeiben, továbbá a mainzi, trieri és kölni érsekségekben sok, mindkét nembéli személy, elfelejtkezve saját üdvéről és elfordulva a keresztény hittől, gonoszságokat művel az ördögökkel, akik ővelük mint incubusok és succubusok (férfi vagy női szerelmi partnerek) keverednek, varázslataikkal, énekeikkel és egyéb babonás cselekedeteikkel, bűnnel és gonosztettel elpusztítják, megrontják az asszonyok újszülöttjeit, az állatok kicsinyeit, a földek termését, a szőlőt és a gyümölcsöt, a férfiak a nők és az állatok mindenféle fajtáját … A férfiakat megakadályozzák a nemzésben, az asszonyokat a szülésben, továbbá a férfiakat és a nőket abban, hogy eleget tegyenek házastársi kötelességüknek … Ezenkívül még esküszegő szájjal megtagadják a keresztény hitet, amelyet a szent keresztségben vettek fel, és az emberiség ellenségeinek bíztatására nem rettegnek számtalan könnyelműséget, bűnt, illetve gonosztettet elkövetni. Ezzel veszélybe sodorják lelküket, megsértik az Isten felségét, felháborodást keltenek nagyon sok igazhitű emberben és a keresztények számára csak ártalmas példákat nyújtanak. A fentiekre tekintettel, követelésünknek eleget téve, attól a szándéktól vezérelve, hogy elhárítsunk minden, az inkvizítorok munkáját gátló akadályt, és hogy megfelelő eszközökkel védjük meg az ártatlan lelkeket az eretnekségtől és ezen mérgek pusztulásától, úgy határoztunk, hogy inkvizítorainkat feljogosítjuk a fenti romlottságban és szörnyűségekben vétkes személyek megjavítására, bebörtönzésére és megbüntetésére..."

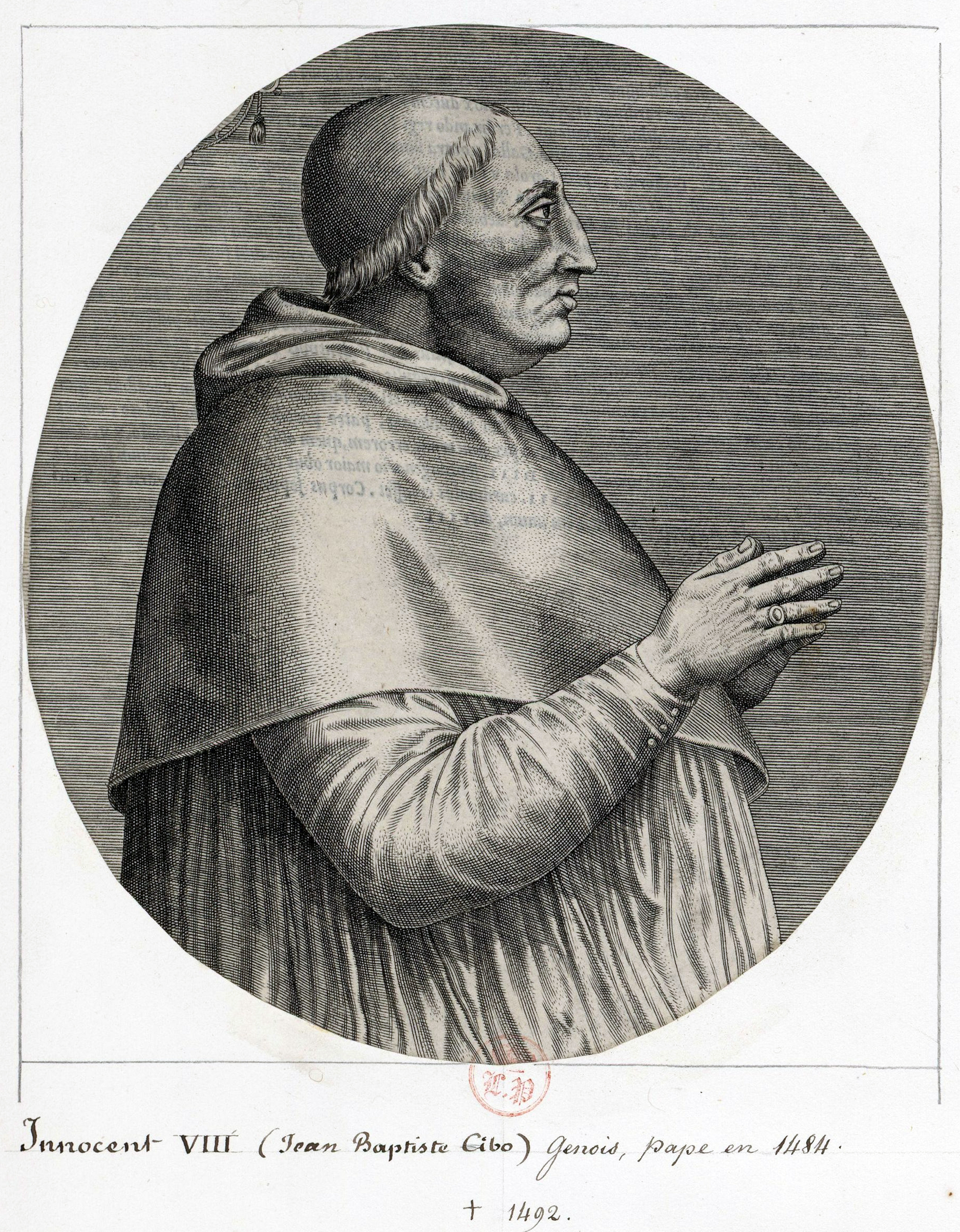
VIII. Ince pápa

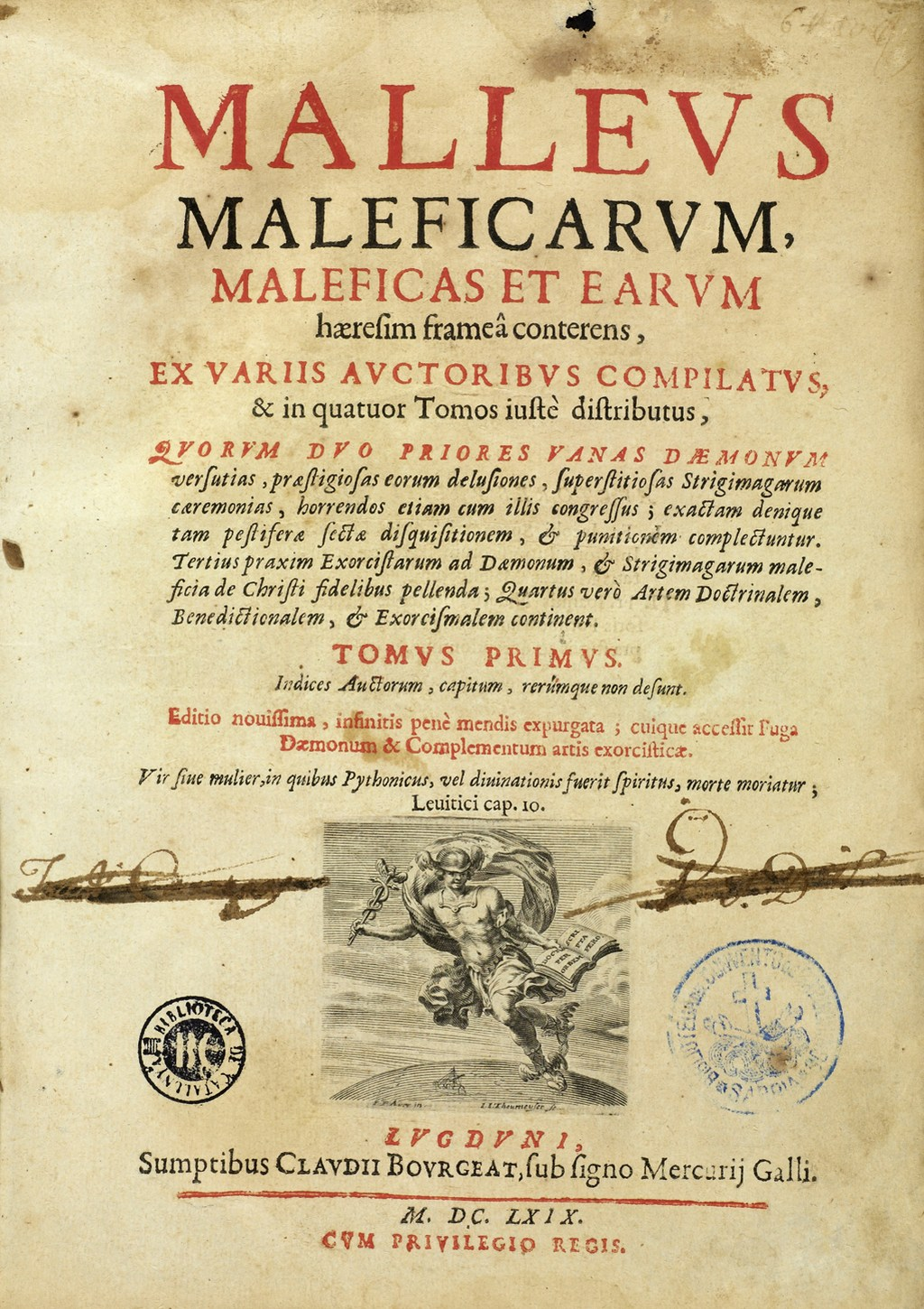
A boszorkányságot feltáró legjelentősebb mű Heinrich Kramer tollából, a Malleus Malleficarum (Boszorkánypöröly, Hexenhammer)

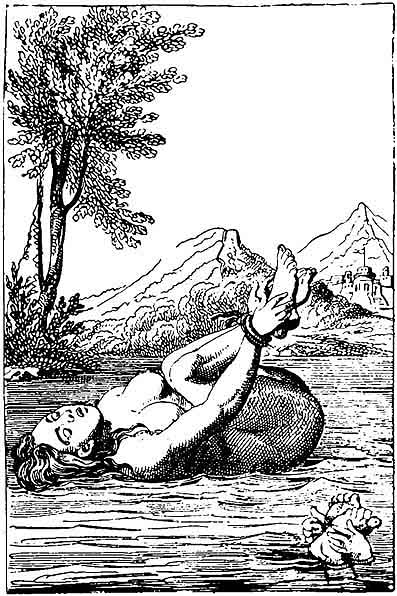
Istenítélet, a vízpróba, azaz boszorkányfürösztés, ha nem merült el az ördög segítette, ha elmerült ártatlan, elengedhető

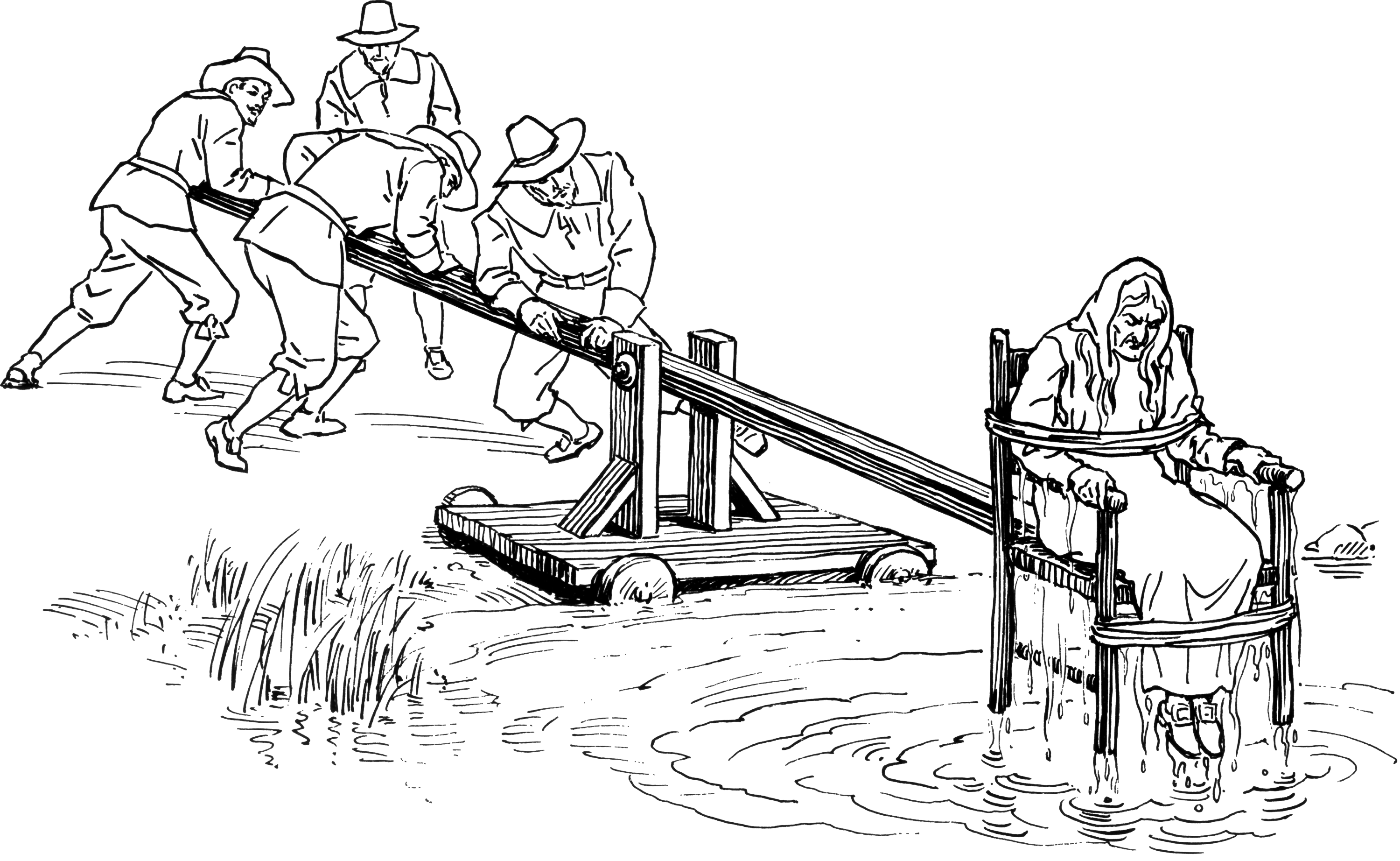
Boszorkányfürdetés a középkorban, a vádlottat székre kötözték, és a közönség szeme láttára vízbe lógatták, ha nem fulladt meg, akkor a Sátán segítette, ha megfulladt, a bűnei húzták le

A bulla kiadását követően, 1486-ban két német Domonkos-rendi szerzetes, Heinrich Institoris Kramer (institor) és Jakob Sprenger inquizitor egy boszorkányellenes könyvet adott ki Malleus maleficarum („Boszorkányok pörölye”) címmel.
Malleus maleficarum in tres divisus partes, in quibus Concurrentia ad maleficia, Maleficiorum effectus, Remedia adversus maleficia, Et modus deniq; procedendi, ac puniendi Maleficos abundè continetur, pracipuè autem omnibus Inquisitoribus, et divini verbi Concionatoribus utilis, ac necessarius …
A könyv annak ellenére látott napvilágot, hogy a kiadására nem kaptak engedélyt a kölni teológiai egyetemtől. A könyv rendszerezte a boszorkányokkal kapcsolatos tudnivalókat és határozottan felszólította az embereket a boszorkányság üldözésére. A szerzők a könyvben kijelentették, hogy a boszorkányok létezésében kételkedni üldözendő eretnekség. Részletezték a varázslás fajtáit, eszközeit és tanácsokat adtak, hogyan lehet védekezni a rontás ellen, és hogyan lehet annak következményeit megsemmisíteni. Ajánlásokat írtak a boszorkányok üldözésének módszereiről. A mű szerint a boszorkánysággal megvádoltak egyházi és világi bíróság elé tartoznak állni, de ha egyúttal eretnekeknek is bizonyulnának, akkor az inkvizíció elé kell kerülniük.
A Malleus Maleficarum hatására Európa nyugati felén (Nyugat-Európa, Dél-Európa, a mai német területek és Észak-Európa) hosszú és igen kegyetlen boszorkányüldözés vette kezdetét, az inkvizíció tömegesen tartott úgynevezett boszorkánypereket. Az üldözésekben jelentős szerepet játszott az ez idő tájt kialakuló nőgyűlölet is.
Minden boszorkányság a test vágyaiból ered, amely a nőben határtalan. A nők ingadozóbbak hitükben, mint a férfiak, könnyebben befogadják a külső hatásokat, azonkívül fecsegők, és képtelenek eltitkolni egymás elől gonosz fortélyaikat, s minthogy gyengék, titkos eszközökhöz folyamodnak, hogy nyerhessenek…. A havivérzés idején annyira telítve vannak nedvekkel, hogy fortyog a vérük. Lélegzéskor mérgező pára árad ki az orrukból és szájukból, és bárkit megbabonázhatnak. Hitük gyenge, és ez vezet a boszorkánysághoz.
A boszorkányjelenség lényeges része volt a szexualitás. Úgy tartották, hogy az ördöggel való nemi közösülés a boszorkány erejének a legfontosabb forrása, és az általuk okozott csapások nagy része is szexuális természetű: impotencia, természetellenes szenvedélyek, a házasfelek közti viszály és terméketlenség. A boszorkánysággal megvádolt emberek az esetek többségében becsületes keresztény nők és férfiak, egyedül maradt özvegyek stb. voltak, akiket szépségük, érdeklődési körük, megközelíthetetlenségük, netán esetleges szakmai tudásuk miatt (például bábaasszonyok, akiknél túl kevés újszülött halt meg, vagy füvesasszonyok) az őket körülvevő közösség megbélyegzett és kivetett. Az egyházi bírósághoz a közösségek világi vezetői nyújtották be a perkérelmeket. 

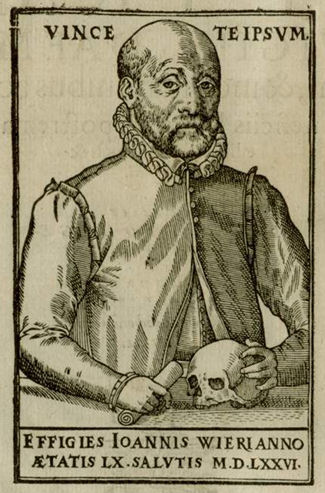
Johann Weyer teológus

A hivatalos hóhérok által végrehajtott ítélet általában máglyán való elégetés volt, amit nyilvánosan hajtottak végre. Az embereket ezzel is az adott közösség íratlan törvényeinek betartására figyelmeztették, hogy távol tartsák magukat a "gonosz lelkektől, kik asszony emberi formában férfiakkal közösülnek és bujálkodnak".
Míg a legnagyobb boszorkányperhullám elindítása az említett Domonkos-rendi inkvizítorok nevéhez fűződik, addig a boszorkányégetések ellen elsősorban jezsuita szerzetesek emelték fel a hangjukat, de ennek sokáig sem az egyházi, sem a világi hatóságok körében nem lett hatása (sőt maguk is sokszor menekülni kényszerültek a bosszúból a nyakukba akasztott perek elől).
Az első bátor hangot a reneszánsz bölcselő, Cornelius Agrippa, illetve tanítványa, a kálvinista Johann Weyer képviselték műveikkel De praestigiis daemonum, azaz A démonok szemfényvesztései). Utóbbinak az őt ért támadások miatt el kellett menekülnie lakhelyéről, Düsseldorfból. Anton Praetorius megfogalmazta 1602-ben a boszorkányőrület és a kínzások ellen írott könyvét „Gründlicher Bericht von Zauberey und Zauberern“ (Részletes tanulmány varázslatokról és varázslókról) címmel. Wierus művét három jezsuita, Adam Tanner, Paul Laymann, illetve Friedrich von Spee folytatta. Von Spee, akit a jezsuiták hivatalos gyóntatójaként a boszorkányperekben elítéltek szolgálatára rendeltek ki, látva az ártatlan elítéltek tömegét fiatalon megőszült. Tapasztalatait a Cautio criminalis című akkori „bestsellerben” írta meg – amit csak névtelenül mert megjelentetni. A Wierus köréhez tartozó más protestáns teológusok is tiltakoztak az emberégetések ellen (például Balthasar Bekker: Az elvarázsolt világ című írásában).
Néhány helyen még állatokat is végeztek ki, mert azt hitték, hogy állat testébe bújt a boszorkány. Ez az időszak jó alkalom volt a hatalmon levők számára is, hogy leszámoljanak politikai vagy családi ellenségeikkel, illetve azokkal akiket irigyeltek.
| Boszorkányszombat (Aquelarre or El gran cabrón) | "Az inkvizíció törvényszéke" |

Goya 1820-ban Quinta del Sordo, vagyis a süket háza falára festette meg az ún. „fekete festményeket”, szám szerint tizennégyet, köztük a Boszorkányszombat címűt is, amelyekből hét a földszinten, hét pedig az emeleten kapott helyet 
1814-ben perbe fogta az inkvizíció „A meztelen Maja” című festménye miatt, ami a spanyol festészetben mindaddig szokatlan női meztelenség ábrázolása miatt történt.

### Boszorkányüldözés Magyarországon
Magyarországon Könyves Kálmán király híres boszorkánytörvénye („Strigákról pedig, akik nincsenek, semmiféle említés ne essék”) a 12. század elejéről származik. Ezen törvény tiszteletben tartása szinte megakadályozta a néphiten alapuló boszorkánypereket a magyar történelem során, azokat a maleficák elleni eljárásokra korlátozva. Ám még ezekre is viszonylag ritkán került sor, eltekintve a 16–18. század közötti zavaros időket. A három részre szakadt Magyarország, a vallásháborúk, illetve a Habsburg elnyomás évszázadaiban két nagyobb üldözési hullám zajlott. A boszorkányság vádja olykor férfiakat is sújtott, és egyes esetekben a politikai ellenfelek eltávolítását is szolgálta. A vallomásokat gyakran kínvallatással csikarták ki a vádlottakból. Az összesen mintegy ezer magyarországi boszorkányper egy része halálos ítélettel, más részük enyhébb büntetéssel zárult.
Mária Terézia uralkodásától tapasztalható jelentősebb változás a boszorkányok megítélésében. 1756-os rendelet alapján a gyanúsítottakkal szembeni eljárási mód körültekintőbb lett, így ítélet csak akkor születhetett, ha az eljárás lefolytatása során bizonyítottan minden körülményt figyelembe vettek. Az ítéletek felügyeletét a Kancellária biztosította. Az uralkodónő 1758-ban elrendelte, hogy az ilyen ügyek eljárásának megindulása előtt tájékoztatni kell az uralkodót.
1768-ban megtiltotta a boszorkányokkal szembeni eljárást, kivéve, ha a boszorkányvád gyanújelei egyértelműek, és ezzel együtt egyéb bűnvád is felmerült. 1770-ben lépett hatályba a Constitutio Criminalis Theresiana, mely a bűnöket és büntetési tételeket szabályozta.
Az utolsó személy, akit Magyarországon boszorkányság (és gyújtogatás) vádjával kivégeztek, Deák Mihályné Berkesz Sára volt. Az ítéletet – mely pallos általi halál volt – Nagybánya város ítélőszéke hozta, és hajtotta végre 1762-ben.
A babonák és hiedelmek azonban tovább élnek napjainkig.
“Van tekintet, mely bennünket rokonszenvesen érint, másik eltaszít, nyugtalanít és kínoz. Plinius beszél olyanokról, kik tekintetük által megbűvöltek, s megöltek mindenkit akire sokáig haragosan néztek. S nevezetes, hogy az ilyen bűvölők szemeiben kettős alak volt látható. Cicero szerint a kettős alakocskát visszatükrözők tekintete nagyon ártalmas. Régebben, hogy a boszorkány meg ne bűvölje a birót, az elitélt köteles volt arczát másfelé fordítani. A „szemmel való megverés' még ma is, sőt Magyarországon különösön erősen lábra kapott hiedelem...A gyakorlott boszorkány mindig vénasszony, mert az ördöggel való tanulási ideje háromszor hét évig tart. Ez idő letelte után avatja be az ördög a boszorkányt a szövetségbe, amennyiben a háta közepén egy fekete bakkörmöt besüt, mint bélyeget. A boszorkány ismertető jelei: összeérő szemöldök, vörös szemek, továbbá az, hogy senkinek nem mer a szemébe nézni és a seprűt át nem lépi világért se. Ha reggel otthonról elmenve, asszony szólít meg bennünket, az biztosan boszorkány.”

„ ...Mindkettejük szerencséjére a Boszorkányszövetség egy ideje átvállalja 400 éven felüli tagjai lakásköltségeit. Nem jótékonyságból döntött így: ezzel védi ki, hogy az elégedetlenkedő koros, de annál rafináltabb vajákosok partizán bosszúvarázslásaikkal összekuszálják a hivatalos ügymenetet. Róza néni egyébként akkor költözött belvárosi szobácskájába, amikor gonoszkodó gyerekek kifüstölték összkomfortos hűvösvölgyi faodvából. Meg is kapták a magukét rendesen: mindegyiküket Anettka médiaiskolájába juttatta. Róza néni még magától is megijedt kicsit, amikor néha erre a szigorú büntetésre gondolt. Miután jól kimorogta magát a hóesés láttán, visszaült igen előkelő főnöki bőrfoteljébe és közelebb húzta a villanyradiátort. Szerette a modern dolgokat...”

– Busch Péter: Boszorkánypöröly, Oriold, 2013. (részlet)

### Boszorkányüldözés Szegeden
Bővebben: Szegedi nagy boszorkányper
Szeged élenjáró volt a hazai boszorkányüldözésben, a Magyarországon lezajlott boszorkányperek több mint a felét itt folytatták le, és gyakran ártatlanul megvádoltakat is kínhalálba küldtek.
„Mivel ezen jelen álló gonosztévő személyek és boszorkányok az mindenható Teremtő Istent, boldogságos Szűz Máriát, Istennek minden Szentjeit megtagadván s a Szt. Keresztségrűl le mondottak, le esküdvén az keresztény hitrűl Istennek szent parancsolattyát és anya szent egy háznak Szentségeit félre tevén és letapodván az pokolbéli sátánnal örökös hűségre és szolgálatyára szövetkezvén, hogy soha az Krisztus urunktúl rendeltetett igaz hitre visszatérni sem az isteni parancsolatot tovább meg nem tartani, hanem örökké nékik engedelmeskedni, az ördögöknek éjjeli gyűlésekben és játékaikban szorgalmatosan járni és ottan enni s inya az sátán parancsolattyát kedvek szerént végben vinni és az igaz Isten helett őket imádni, nem különben Christus drága vérével meg váltott lelkeiket és testeikért Szt. Lélek istennek edényeit az pokolbéli sátányal test szerént közösködvén s bagozván örök kárhozatra, az emberi nemzett megesküdött ellenségének pokolbéli sátánnak kötelezni és rabjokká tenni és azzal! mind az Istentelenségnek s mind az örökké való szám kivetésnek társakká lenni számtalan emberekéit testekben megrontani és életüktől is megfosztani és más istentelen gonoszságokatt el követni és cselekenni nem félemlettek. Azért is Élőtörvények szerént más gonoszoknak rettentő és félemlő példájukra az igazoknak tovább való megmaradásokra elevenen tűzre sententiáztattak. Tűzre. Tűzre. Isten, Istenben!"

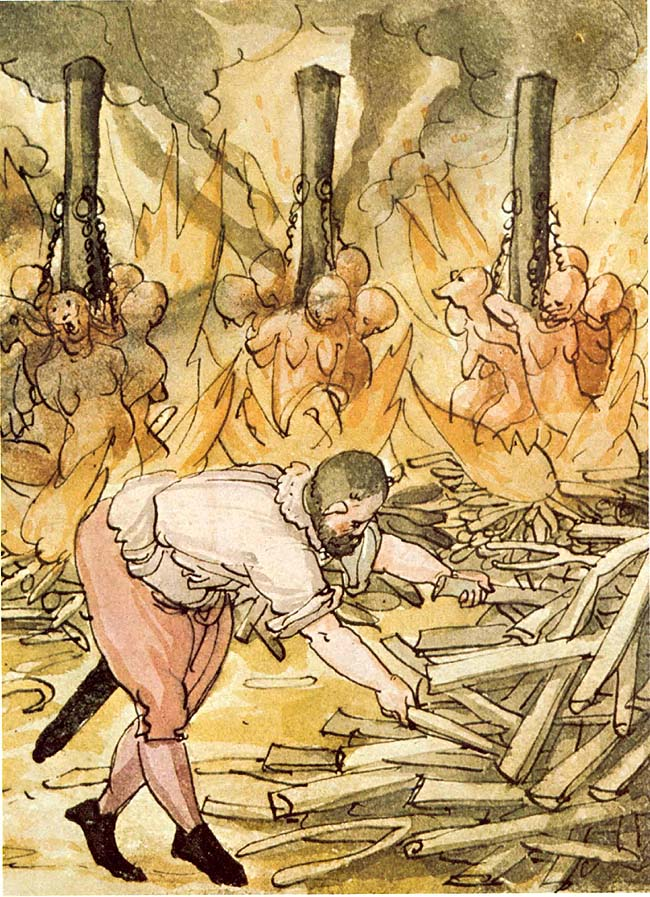
Boszorkányok égetése, 1587

1725 őszén Sztankovics Máriát ítélték tűzhalálra a per szerint a házuk körül mindenféle növény nőtt ezekkel gyógyított. Volt egy bőrkötéses könyve is ebben varázsigék, halottidéző szöveg stb. voltak, de az emberek bedobták a máglyába a nő teste mellé. Leszármazottjai mai napig élnek. 
1728. július 23-án tizenkét embert, hat férfit és hat nőt égettek meg a ma Boszorkányszigetnek nevezett, Szeged központjától délre, a mai Alsóváros városrésszel párhuzamosan elterülő félsziget területén (ma ártéri erdő). A boszorkányper dokumentációját közreadta négykötetes, 1900-ban megjelent várostörténetében Reizner János. A vádlottak között volt az akkor már 82 esztendős Rózsa Dániel, Szeged leggazdagabb polgára és egykori bírája, az őt vádoló bábaasszony, Kökény Andrásné Nagy Anna, Dancsó János, Dancsó Jánosné Hisen Borbála, Borbola Pál, Katona Ferenc, Széll Zsuzsanna, Rózsa Dánielné, Barak Margit Dugonics Mihály özvegye, Szántó Mihály, és Kovács Pál. 
Az 1728-as per történetét 2016-ban megjelent, Taligás c. regényében dolgozta fel Darvasi László. Ugyancsak 2016-ban jelent meg egy korabeli forrásokat feldolgozó gyűjtemény.

### Modern kori boszorkányüldözések
Európában az utolsó, boszorkánynak kikiáltott, skót spiritiszta Helen Duncant, a 20. század közepén, a második világháború idején ítélték el, akinek azonban 1951-ben Winston Churchill megkegyelmezett és elavult sületlenségként jellemezte a vádat.
A világ némely részein, többek közt Dél-Afrikában és Indiában, a mai napig történnek boszorkányüldözések.
1999-ben gyermekek ellen irányuló boszorkányüldözésről számolt be a BBC Kongóban. Tanzániában azért gyilkoltak meg idős asszonyokat, mert vörös szemük miatt azt gondolták róluk, hogy boszorkányok.
Az Egyesült Államokban 1999 decemberében egy oklahomai diákot tiltottak ki 15 napra az iskolából, mert állítólag boszorkányságot használt tanára ellen.
Kenyában legalább 11 személyt, köztük 3 férfit lincselt meg és égetett el a tömeg az ország nyugati részén 2008 májusában. Azzal vádolták őket, hogy listát készítettek a falu lakóiról, akik ellen boszorkányságot használtak, majd egyenként kipipálták a nevüket, ahogy elhaláloztak.
2010 decemberében legkevesebb 12 embert lincseltek meg Haiti egyik déli megyéjének néhány településén, mert az áldozatokról úgy vélték, hogy készakarva terjesztik a kolerát. A csoportokba verődött feldühödött lincselők a boszorkányoknak tartott szerencsétleneket bozótvágó késekkel és kövekkel ölték meg, majd holttestüket az utcán elégették.

### Általában
- Pusztay Sándor: Szerelmi varázslás boszorkányos praktikák, Budapest, 1990
- I. R. Grigulevics: Az inkvizíció története, Budapest, 1972
- Gustav Henningsen: A boszorkányok ügyvédje (A baszk boszorkányság és a spanyol inkvizíció 1609-1614) – Budapest, 1988
- Kulcsár Zsuzsa: Inkvizíció és boszorkányperek, Budapest, 1960
- Pócs Éva: Élők, holtak, látók és boszorkányok, Budapest, 1975
- Fehértói Katalin: "Boszorkányok, varázslók, jósok a 15. században." História (Budapest, 1993) 4. sz. 10-13. old.
- Kandra Kabos: A váradi regestrum (Budapest, Szent István Társulat, 1898)
- Haász Imre: A boszorkányhit útja. Genezis; Stamberger Ny., Miskolc, 1925 (hasonmásban: 2020)
- Ráth-Végh István: A Sátán és cimborái. Ördögidézés, feketemágia, boszorkányhit; Pannon, Budapest, 1991
- Kulcsár Zsuzsanna: Inkvizíció és boszorkánypörök; 3. bőv. kiad.; Gondolat, Budapest, 1968 (Sikerkönyvek)
- Norman Cohn: Európa démonai. A boszorkányüldözés története; ford. Ruttkay Kálmán; Corvina, Budapest, 1994
- Áldás és átok, csoda és boszorkányság. Vallásetnológiai fogalmak tudományközi megközelítésben; szerk. Pócs Éva; Balassi, Budapest, 2004 (Tanulmányok a transzcendensről)
- Diane Canwell–Jonathan Sutherland: Boszorkányok. Múlt és jelen; ford. Bánki Dezső; Ventus Libro, Budapest, 2008
- A kincskeresés 400 éve Magyarországon. Kézikönyvek és olvasóik; szerk. Láng Benedek, Tóth G. Péter; L'Harmattan–PTE Néprajz-Kulturális Antroplógia Tanszék, Budapest–Pécs, 2009 (Fontes ethnologiae Hungaricae)
- Jean-Christian Petitfils: Méregkeverők. Bűntények és boszorkányság a Napkirály korában; ford. Aradi Péter; General Press, Budapest, 2011
- Johannes Nider: A boszorkányok szemfényvesztései. Formicarius V. könyv; ford. Magyar László András, utószó Klaniczay Gábor, jegyz. Klaniczay Gábor, Magyar László András; Gondolat, Budapest, 2013
- Boszorkányok, varázslók és démonok Közép-Kelet-Európában; szerk. Klaniczay Gábor, Pócs Éva; Balassi, Budapest, 2014 (Vallásantropológiai tanulmányok Közép-Kelet-Európából)
- Gorzó Katalin: Boszorkányság nyugaton. Nyugat-európai boszorkányüldözések kultúrantropológiai vizsgálata; Intermix–KMMI, Budapest–Ungvár–Beregszász, 2020 (KMMI-füzetek)
- Tóth G. Péter: Boszorkánypánik és babonatéboly; Balassi, Budapest, 2020 (Vallásantropológiai tanulmányok Közép-Kelet-Európából)

### Magyarországon
- Szendrey Ákos: A magyar néphit boszorkánya; Magvető, Budapest, 1986
- Karácsonyi János: Tüzesvas-próbák Nagy-Váradon (Nagyvárad, Szt. László Nyomda, 1903)
- Degré Alajos: Boszorkányperek Zala megyében. A Göcseji Múzeum Közleményei 15. (Zalaegerszeg, 1960)
- Csákabonyi Kálmán: Békés megyei boszorkányperek a XVIII. században (A Gyulai Erkel Ferenc Múzeum Kiadványai 17. kötet. Gyula, Erkel Ferenc Múzeum, 1960)
- Oláh György: Boszorkányperek Békésvármegyében In: A Békésvármegyei Régészeti és Mivelődéstörténelmi Társulat Évkönyve, 1887
- (szerk.): Komáromy Andor: Magyarországi boszorkányperek oklevéltára, Magyar Tudományos Akadémia, Budapest, 1910
- Molnár Éva: Boszorkányperek Magyarországon a XVII-XVIII. században. Budapest, 1942
- Schram Ferenc: Magyarországi boszorkányperek, 1529–1768. I-III., Budapest, Akadémiai Kiadó, 1970
- Oltvai Ferenc: A szegedi boszorkánypörök, Budapest, 1975
- (összeáll.) Sugár István: Bűbájosok, ördöngősök, boszorkányok... Heves és Külső-Szolnok vármegyékben, Magyar Tudományos Akadémia Könyvtára, Budapest, 1987, ISBN 963-7302-16-6
- Bornemisza Anna megbűvöltetése. Boszorkányok Erdély politikai küzdelmeiben, 1678–1688; dokumentumvál., tan. Herner János; MTA Könyvtára–JATE, Budapest–Szeged, 1988 (Adattár XVI-XVIII. századi szellemi mozgalmaink történetéhez)
- Herner János: Rontás és igézés: Politikai boszorkányper Erdélyben, 1668–1688; Interart Stúdió, Budapest, 1988
- A magyarországi boszorkányság forrásai, 1-3.; szerk. Bessenyei József; Balassi, Budapest, 1997–2003
- Kristóf Ildikó: "Ördögi mesterséget nem cselekedtem". A boszorkányüldözés társadalmi és kulturális háttere a kora újkori Debrecenben és Bihar vármegyében; Ethnica, Debrecen, 1998
- Kis-Halas Judit: Boszorkányok, gyógyítók és a gyűdi Szűz Mária. Az orvoslás piaca az újkori Dél-Dunántúlon; Balassi, Budapest, 2020 (Vallásantropológiai tanulmányok Közép-Kelet-Európából)
- Klaniczay Gábor: A boszorkányüldözés története; Balassi, Budapest, 2022 (Vallásantropológiai tanulmányok)
- Varga Mónika: Kommunikáció és szövegformálás boszorkányperekben; Szépirodalmi Figyelő Alapítvány, Budapest, 2022 (Gondolat-jel)
- Magyarországi boszorkányperek oklevéltára, 1-2.; szerk. Komáromy Andor; Nemzeti Örökség, Onga, 2022

### A magyarországi boszorkányság forrásai. Várostörténeti források(2010–2016)
A magyarországi boszorkányság forrásai. Várostörténeti források; sorozatszerk. Tóth G. Péter, Balassi, Budapest, 2003–
- Nagybányai boszorkányperek; szerk. Balogh Béla; Balassi, Budapest, 2003 (A magyarországi boszorkányság forrásai)
- Segesvári boszorkányperek / Schässburger Hexenprozesse; szerk. Hagenthurn Endre Balassi, Budapest, 2010 (A magyarországi boszorkányság forrásai)
- Soproni boszorkányperek, 1429–1702 / Ödenburger Hexenprozesse; Házi Jenő kézirata nyomán, szerk. Tóth G. Péter, Németh Ildikó; Balassi, Budapest, 2011 (A magyarországi boszorkányság forrásai)
- Kolozsvári boszorkányperek, 1564–1743; Kiss András kézirata nyomán, szerk. Pakó László, Tóth G. Péter; Balassi, Budapest, 2014 (A magyarországi boszorkányság forrásai)
- Szegedi boszorkányperek, 1726–1744; Reizner János műve nyomán, szerk. Brandl Gergely, Tóth G. Péter, Balassi–MNL Csongrád Megyei Levéltár, Budapest–Szeged, 2016 (A magyarországi boszorkányság forrásai)